# Борисова Поляна
Борисова Поляна — деревня в составе Сюксюмского сельского поселения Инзенского района Ульяновской области. 

## География
Находится на расстоянии примерно 13 километров на восток-юго-восток по прямой от юго-восточной границы районного центра города Инза. 

## История
В 1913 году было учтено 35 дворов и 204 жителя. В 1990-е годы работало отделение коопхоза "Сюксюмский".

## Население
Население составляло 15 человек в 2002 году (русские 100%), 6 по переписи 2010 года.

## Инфраструктура
Остановка поезда 746 км на железнодорожной линии Инза-Сызрань.